# Гранвил (Охајо)
Гранвил (енгл. Granville) град је у америчкој савезној држави Охајо.

## Демографија
По попису из 2010. године број становника је 5.646, што је 2.479 (78,3%) становника више него 2000. године.
| Група             | 2000.         | 2010.         |
| Белци             | 3.044 (96,1%) | 5.090 (90,2%) |
| Афроамериканци    | 22 (0,7%)     | 120 (2,1%)    |
| Азијати           | 32 (1,0%)     | 202 (3,6%)    |
| Хиспаноамериканци | 36 (1,1%)     | 154 (2,7%)    |
| Укупно            | 3.167         | 5.646         |